# آرتور آتوود
آرتور آتوود (انگلیسی: Arthur Attwood; ۱ دسامبر ۱۹۰۱ – ۶ دسامبر ۱۹۷۴) بازیکن فوتبال اهل بریتانیا بود.
از باشگاه‌هایی که در آن بازی کرده‌است می‌توان به باشگاه فوتبال بریستول راورز، باشگاه فوتبال اورتون، باشگاه فوتبال والسال، و باشگاه فوتبال برایتون اند هوو آلبیون اشاره کرد.